# 橫濱橡膠
橫濱橡膠株式會社（The Yokohama Rubber Company, Ltd.）（東證1部：5101）是一家總部位於日本神奈川縣的輪胎公司，也是全球排名第8的輪胎製造商。1917年10月由橫濱電線製造株式會社及美國B.F.古德里奇公司合資創立，前稱橫濱護謨製造株式會社，1963年改為現名。1969年進軍美國，1996年進軍台灣，2005年進軍中國大陸，中國大陸官方名稱為優科豪馬橡膠，香港亦有其中文名稱為鑽石牌。

## 產品

### 汽車輪胎
- ADVAN系列
- GRANDPRIX
- AVS
- ASPEC
- DNA系列
- PARADA

## 主要工廠
- 茨城工廠 - 茨城縣小美玉市
- 平塚製造所、平塚東工廠、ハマタイト工廠 - 神奈川縣平塚市
- 長野工廠 - 長野縣下伊那郡高森町
- 三島工廠 - 静岡縣三島市
- 新城工廠、新城南工場 - 愛知縣新城市
- 三重工廠 - 三重縣伊勢市
- 尾道工廠 - 廣島縣尾道市

## 外部連結
- （日語）日本官方網站 （页面存档备份，存于）

- 香港官方網站 （页面存档备份，存于）

- 英國官方網站 （页面存档备份，存于）

- 台灣官方網站 （页面存档备份，存于）

- 大陸官方網站 （页面存档备份，存于）